# Свирь (озеро)
Свирь (бел. Свір) — озеро на северо-западе Беларуси, в бассейне реки Страча (приток Вилии), наибольшее в Свирской группе озёр. Расположено на территории Мядельского района Минской области в 27 километрах юго-западнее города Мядель, на границе Сморгонского и Островецкого районов Гродненской области. Площадь 22,28 км², длина 14,1 км, наибольшая ширина 2,3 км, длина береговой линии 31,2 км. Наибольшая глубина 8,7 метра, средняя — 4,7 метра, объём воды 104,3 млн м³. Площадь водосбора 364 км². Впадают реки Смолка, Большой Перекоп и несколько ручьёв. На севере вытекает река Свирица.

## Происхождение названия
Название озера Свирь, так же как и реки Свирь, объясняется на основе финских языков как «глубокое» (фин. syveri — «углубление», «глубокое место в воде», «глубина», фин. syvä — «глубокий»).

## Строение котловины
Котловина ложбинного типа, вытянута с юго-востока на северо-запад. С запада вплотную примыкают высокие (до 25 м) склоны Свирской гряды, восточные склоны пологие — высотой 3—5 метров, заросли смешанным лесом. Пойма на востоке и севере шириной до 200 метров, под редким кустарником, заболочена, прорезана сетью мелиоративных каналов. Берега высокие (до 0,7 м), местами сливаются со склонами, восточные — низкие, заболоченные. Урез воды 149,8 метра над уровнем моря, береговая линия образует несколько слабовыраженных заливов. В центре и на юге песчаные мели (2 и 3,4 метра). Дно до глубины 4 метра песчаное и песчано-галечное, глубже сапропелистое.

## Водный режим
Питание озера осуществляется рекой Большой Перекоп на юго-востоке; рекой Смолка, вытекающей из озера Вишневское, на юге; кроме того, в озеро впадают 9 ручьев. Определенную роль в притоке играют атмосферные осадки и подземные воды. Отток происходит по реке Свирице (которая вытекает на северо-западе), а также путём испарения с водной поверхности.
Открытая неглубокая котловина, расположенная по линии преобладающих ветров, способствует интенсивному ветровому перемешиванию водной массы. Минерализация воды до 260 мг/л, прозрачность до 1 метра. Эвтрофное. Сильно зарастает вдоль восточных берегов, у истока Свирицы и в месте впадения Смолки полоса камыша и рогоза достигает 200 метров. Ледостав с начала декабря до середины апреля, наибольшая толщина льда до 1 метра.

## Использование
Озеро Свирь испытывает значительную нагрузку, связанную с интенсивной хозяйственной деятельностью человека на водосборе. Озеро является крупным центром рекреации, водоприемником мелиоративной сети, на нём ведется интенсивный промышленный лов рыбы. Ихтиофауна озера лещево-щучья. Водоем неоднократно зарыблялся серебряным карасем, сазаном, карпом, угрём. Обитают плотва, окунь, язь, уклейка, линь, налим.
На северо-западном берегу озера городской поселок Свирь, недалеко от него санаторий «Свирь». На восточном берегу бывшая туристская стоянка «Хацки». Озеро входит в состав территории национального парка «Нарочанский».